# Ektogenese
Ektogenese ist die Bezeichnung für die Zeugung und Reifung eines Säugetierembryos in einem künstlichen Uterus.

## Definition
Im weiteren Sinne versteht man unter Ektogenese den kompletten Vorgang der Entwicklung von der Befruchtung bis zur Geburt, wenn diese Entwicklung außerhalb des Mutterleibes stattfindet. Beim Menschen ist dies derzeit, trotz der Fortschritte auf dem Gebiet der Reproduktionsmedizin, technisch noch nicht realisierbar und entsprechende Vorhaben würden  weitreichende ethische bzw. strafrechtliche Probleme aufwerfen.

## Aktuelle Entwicklungen
Gegenwärtige Verfahren beschränken sich auf die frühen Phasen der Embryonalentwicklung, also die künstliche Befruchtung (z. B. in Form der In-vitro-Fertilisation), nach der der Embryo in die Gebärmutter eingepflanzt wird und dort bis zur Geburt weiter heranreift. Bei einer vollständigen Ektogenese außerhalb des Mutterleibes müsste diese weitere Entwicklung in einer künstlichen Gebärmutter stattfinden. Ein solches Konzept wurde von Aldous Huxley bereits in seinem Roman Schöne Neue Welt vorweggenommen. Tatsächlich wird heute an verschiedenen Instituten an einer solchen Methode geforscht.

## Ethische Aspekte
Der Stand der Medizin auf diesem Gebiet und die ethischen Implikationen waren im Jahre 2002 Thema eines Kongresses an der Universität von Oklahoma unter dem Titel „The Artificial Womb and Designer Babies“. Sollte eine vollständige Ektogenese technisch realisierbar werden, würden sich insbesondere Auswirkungen auf die Debatte um die Abtreibung ergeben; diese geht von der bislang geltenden Voraussetzung aus, dass ein Embryo außerhalb des Mutterleibes nicht lebensfähig ist; der Fortschritt im medizinischen Bereich könnte dies aber möglicherweise in absehbarer Zeit ändern.